# Бальдассарри, Милена
Милена Бальдассарри (итал. Milena Baldassarri; род. 16 октября 2001, Равенна, Италия) — итальянская художественная гимнастка. Чемпионка мира в командном зачёте (2022), серебряный призёр чемпионатов мира: в упражнении с лентой (2018) и в командном зачёте (2021), бронзовый призёр в упражнении с мячом и в командном зачёте (2018).

## Карьера

### Начало карьеры
Милена начала заниматься художественной гимнастикой в Равенне. В 2014 году она переехала в Фабриано, где начала тренироваться у бывшей гимнастки Джульетты Канталуппи и её матери, болгарской художественной гимнастки Кристины Гюровой. В 2015 году она была выбрана в итальянской национальной группе юниоров для участия в чемпионате Европы по художественной гимнастике 2015 года в Минске. Она заняла 6-е место в многоборье и 9-е в командном многоборье. На чемпионате Европы среди юниоров 2016 года завоевала бронзу в командном многоборье вместе с Александрой Аджурджукулезе.

### Взрослый период
В сезоне 2017 года Милена дебютировала на международном турнире «Читта Пезаро», где ей удалось завоевать бронзовую медаль в многоборье, серебро с лентой и золото в многоборье, опередив россиянку Екатерину Селезнёву. В мае 2017 года она участвовала на чемпионате мира 2017 в Софии, на своём первом чемпионате мира, где заняла 10-е место в многоборье. 19-21 мая Милена на чемпионате Европы 2017 года, заняла 7-е место в упражнении с лентой. 5-7 августа на Кубке мира в Минске стала 8-й в многоборье, 7-й в упражнении с лентой и 4-й в упражнении с мячом.
На чемпионате мира по художественной гимнастике в Пезаро в 2017 году, заняла 9-е место в многоборье и 6-е место в упражнении с лентой. Награждена Премией Алины Кабаевой.
В сезоне 2018 года Милена начала соревнования на этапе Кубка мира в Софии 2018, заняв 12-е место в многоборье и 5-е место в упражнении с обручем. 13-15 апреля на этапе Кубка мира Пезаро 2018, заняла 9-е место в многоборье. 27-29 апреля на этапе Кубка мира в Баку в 2018 году, заняла 8-е место в многоборье после а затем квалифицировалась в 1 финале соревнований. 4-6 мая она участвовала на кубке мира в Гвадалахаре 2018 года, где заняла 4-е место в многоборье. Милена выиграла свою первую медаль кубка мира, серебро в упражнении с мячом, также завоевала бронзу в булавах, и 5-е место в упражнении с лентой и обручем. 16-17 мая участвовала в Гран-при Холона 2018, заняв 7-е место в многоборье и выиграла свою первую золотую медаль Гран-при в упражнении с лентой, а также завоевала бронзу в упражнении с мячом.
На чемпионате мира по художественной гимнастике 2018 года в Софии. Милена завоевала серебряную медаль в упражнении с лентой, став в 16 лет первой итальянской гимнасткой, выигравшей серебряную медаль на чемпионате мира по отдельным упражнениям.
На Олимпийских играх 2020 в Токио, заняла 6-е место, что является историческим рекордом для итальянской гимнастики.
Участвовала в Серии Кубков мира по художественной гимнастике 2022. В Пезаро в многоборье взяла серебро. На чемпионате мира 2022 в Софии стала чемпионкой мира в команде.